# Скот Майерс
Скот Дъглас Майерс (на английски: Scott Douglas Meyers) е американски автор на книги за софтуер и софтуерен консултат, специализиран в езика за програмиране C++. Известен е с книгите си от поредицата „Ефективен C++“ и като чест говорител на конференции. Има докторска степен по информатика от университета „Браун“ и магистърска степен по информатика от Станфордския университет. 
Майерс е сред опонентите на задаването на задачи за дизайн или програмиране по време на интервюта за работа: 
| „           | Мразя всичко, което ме кара да изготвям дизайн на място. Това е искане за демонстриране рядко изисквано в работата умение в среда с високо напрежение, където е трудно за кандидатът да докаже способностите си точно. Мисля, че това е фундаментално нечестно очакване от кандидатите | “ |
| Скот Майерс | |   |

През март 2009 г. Майерс получава наградата на Dr. Dobb's Journal за отличие в програмирането (Excellence in Programming Award). 